# Une trop bruyante solitude (film)
Pour les articles homonymes, voir Une trop bruyante solitude.
Pour plus de détails, voir Fiche technique et Distribution.
Une trop bruyante solitude est un film tchéquo-germano-français de Věra Caïs, sorti en 1996. C'est une adaptation du roman tchèque Une trop bruyante solitude de Bohumil Hrabal publié en 1976.
Tourné courant 1995 à Prague-Hostivař, il n'est sorti qu'en 2011 en France, après que la réalisatrice récupère ses droits sur son film.

## Fiche technique
Sauf indication contraire, les informations mentionnées dans cette section peuvent être confirmées par la base de données cinématographiques Unifrance,  présente dans la section « Liens externes ».
- Titre original français : Une trop bruyante solitude[4],[5]
- Titre tchèque : Příliš hlučná samota[6]
- Titre allemand : Allzu laute Einsamkeit[7]
- Réalisation : Věra Caïs
- Scénario : Věra Caïs d'après le roman Une trop bruyante solitude de Bohumil Hrabal
- Photographie : Girolamo La Rosa
- Montage : Jiri Brozek, Reine Wekstein
- Musique : Stanislas Syrewicz, Stéphane Moucha
- Décors : Martin Kurel
- Costumes : Tana Kovaríková
- Sociétés de production : Triplan Productions (Paris), Etamp Film (Prague), Road Movies Dritte Produktionen (Berlin)
- Pays de production :  France,  Tchéquie,  Allemagne
- Langue originale : français, tchéquie
- Format : couleurs - 1,66:1 - Son mono
- Genre : drame historique, chronique sociale[4]
- Durée : 88 minutes (1 h 28[4])
- Date de sortie :
  - Tchéquie : 28 janvier 1996
  - France : 16 novembre 2011

## Distribution
- Philippe Noiret : Hanta
- Jean-Claude Dreyfus : Le chef
- Vlastimil Brodský : L'oncle Albert
- Jirí Menzel : Le Professeur
- Kveta Fialová : Mancinka âgée
- Dana Morávková : Mancinka jeune
- Martin Dejdar : Pedro
- Michaela Kuklova : La Gitane
- Agathe de La Fontaine : Ilonka
- Ivan Gubel : Le géant
- Milan Steindler : Le chauffeur
- Marketa Hrubesová : La diva
- Ljuba Skorepová : La comtesse
- Chantal Neuwirth : La servante
- Vincent Martin : Sexton